# Dicke Eiche (Kleinottweiler)

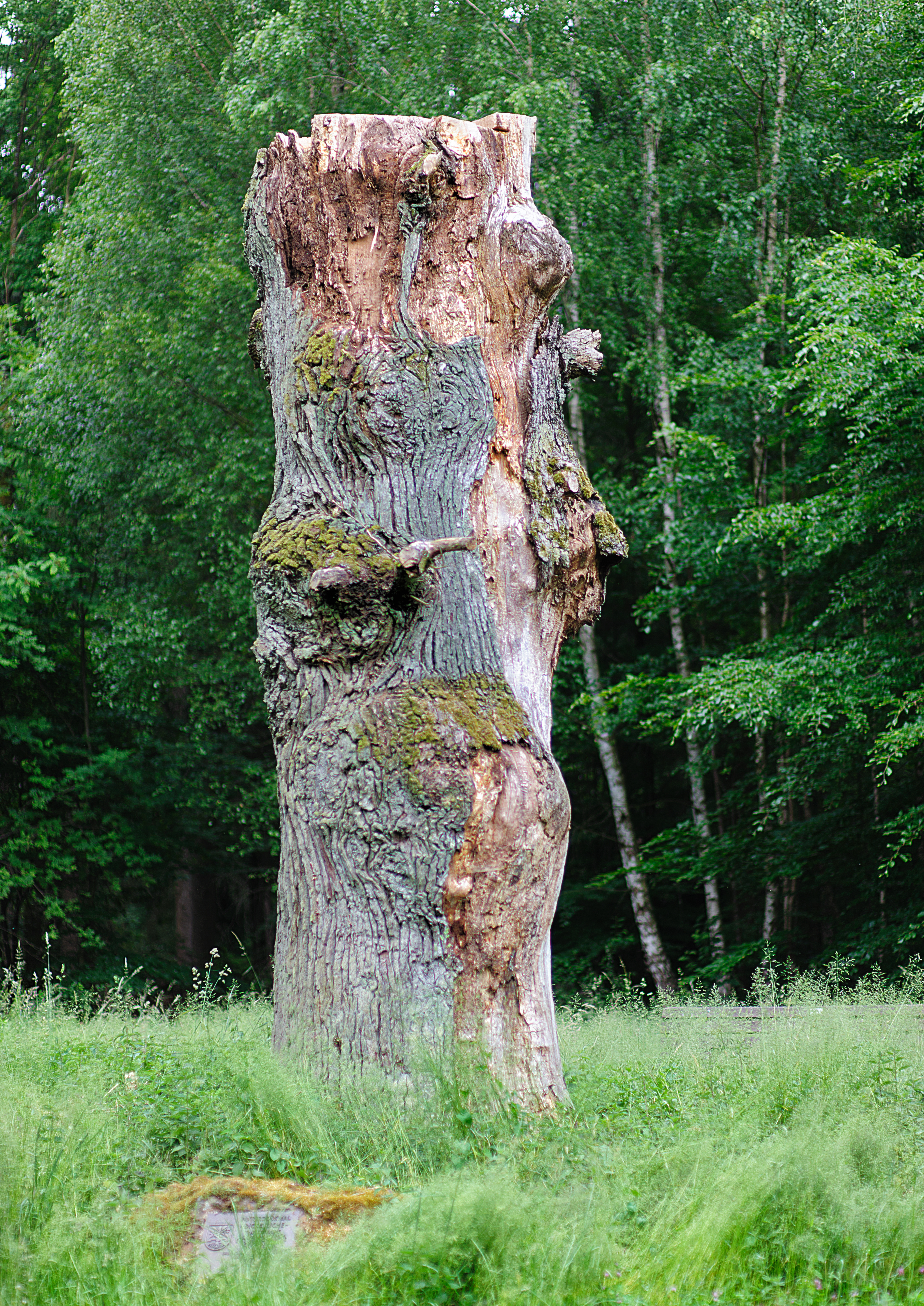
Dicke Eiche 2014

Die Dicke Eiche (im Dialekt auch Dick Ääch genannt) ist ein Naturdenkmal in Kleinottweiler, einem Stadtteil von Bexbach im Saarpfalz-Kreis, Saarland. Als Wahrzeichen von Kleinottweiler wurde die Dicke Eiche 1968 in das neu geschaffene Wappen der damaligen Gemeinde Kleinottweiler aufgenommen.

## Lage und Aussehen
Die Dicke Eiche steht im Nordosten von Kleinottweiler am Rand der bebauten Ortslage. Es handelt sich bei dem Baum um eine 2011 abgestorbene Traubeneiche, die im Jahr 2003 ihrer Krone beraubt wurde. Heute ist der Baumrest daher nur noch 11 Meter hoch. Der Stammumfang beträgt einen Meter über dem Boden 3,80 Meter. Der Stamm ist bis zu einer Höhe von 4,50 Meter astfrei. Zwei Wülste zeigen, dass dort Äste entfernt wurden.

## Geschichte

Wappen von Kleinottweiler mit Eiche

Erstmals erwähnt wurde die Eiche 1520 in einer Banngrenzbeschreibung, anschließend 1564 bei Tilemann Stella, der die Eiche mit folgenden Worten charakterisierte: „Diser malbaum heist Steinacker aich, ist groß…“. Der Baum markierte zu jener Zeit die Banngrenze zwischen Kleinottweiler und Erbach und damit zugleich die Grenze der Herrschaft Hattweiler.
Die Eiche wurde 1943 genauer vermessen und hatte zu dieser Zeit eine Höhe von 17 Metern und eine Kronenbreite von 20 Metern.
2002 wurde durch einen Gutachter an dem „fast 600 Jahre“ alten Baum die „totale Ausmorschung des Stammes“ und ein Befall mit Eichen-Feuerschwamm, einem Baumpilz festgestellt. Zum Erhalt des Baumes wurde die Kürzung des besonders befallenen oberen Teils empfohlen. Am 21. Januar 2003 wurde die Eiche um fast die Hälfte ihres Stammes gekürzt. Weitere Maßnahmen, die das Überleben des Baumes sichern sollten, wurden ergriffen. Dem Reststamm wurde ein Blechdach aufgesetzt, das den Stamm vor weiteren Witterungsschäden schützen sollte. 2008 nistete ein Greifvogel ein.
2010 wurde der Baum erneut begutachtet und eine positive Lebenserwartung prognostiziert. 2011 trug er keine Blätter mehr. „Er wurde regelrecht zu Tode gepflegt“, so der Ortsvorsteher. Heute ist nur noch der Stumpf vorhanden, der als Naturdenkmal erhalten bleiben soll.